# Charles Wade
Charles Wade (ur. 26 stycznia 1863 w Singleton, zm. 26 września 1922 w Potts Point) – australijski polityk i prawnik, w latach 1907–1910 premier Nowej Południowej Walii, w młodości rugbysta, reprezentant Anglii.
Był najstarszym z sześciu synów Williama Burtona Wade'a, inżyniera ze Shropshire, i Anne McBean, née Duguid. Uczęszczał do All Saints College w Bathurst oraz The King’s School w Parramatta, po czym w 1880 roku otrzymał stypendium do Merton College na Uniwersytecie Oksfordzkim. Uprawiający wówczas wioślarstwo, lecz mający doświadczenie z rugby, Wade został zaproszony do gry dla uniwersyteckiego zespołu, której kapitanem był wówczas Harry Vassall. Po występach w Varsity Match przeciwko drużynie z Cambridge otrzymał powołanie do angielskiej reprezentacji, dla której w latach 1882–1886 rozegrał w Home Nations Championship osiem spotkań. Zdobył w nich siedem przyłożeń, które – mimo że nie miały wówczas wartości punktowej – uczyniły go rekordzistą pod tym względem w XIX wieku. Uważany był w tym okresie za jednego z najlepszych na świecie zawodników formacji ataku.
Studia ukończył w roku 1884, a dwa lata później został przyjęty do palestry. Powrócił następnie do Sydney, gdzie rozpoczął karierę prawniczą, przez kilka lat grał jeszcze dla stanowej reprezentacji Nowej Południowej Walii. W latach 1891–1902 był prokuratorem, po czym zajął się polityką. W 1903 roku został wybrany do Zgromadzenia Ustawodawczego Nowej Południowej Walii, gdzie zasiadał do roku 1917, początkowo z okręgu Willoughby, a następnie z nowo utworzonego Gordon. W 1904 roku został prokuratorem generalnym i ministrem sprawiedliwości w rządzie Josepha Carruthersa, a w październiku 1907 roku także jego następcą na stanowisku premiera stanu nie rezygnując z poprzednio sprawowanych funkcji. Stanowiska te opuścił po przegranych wyborach w październiku 1910 roku, a liderem opozycji był przez kolejne sześć lat.
W 1917 roku objął urząd tzw. agenta generalnego (quasi-ambasadora) Nowej Południowej Walii w Londynie, a rok później został uhonorowany rycerstwem. W 1920 roku otrzymał Order św. Michała i św. Jerzego oraz podjął obowiązki sędziego Sądu Najwyższego Nowej Południowej Walii, które pełnił aż do śmierci we wrześniu 1922 roku.
W kwietniu 1890 roku ożenił się z Ellą Louise Bell, z którą miał dwóch synów i dwie córki.